# Мусагаджиев, Гилал Мусагаджиевич
Гилал Мусагаджиевич Мусагаджиев (5 июля 1926, с. Ашты, Дахадаевский район, Дагестанская АССР, РСФСР — 27 февраля 2012) — чабан колхоза «Правда» Дахадаевского района, Герой Социалистического Труда.

## Биография
Трудовую деятельность начал с 12 лет, с 1953 г. работал чабаном колхоза «Правда» Дахадаевского района. Был передовиком производства — от каждой сотни овцематок получал по 112—118 ягнят, настриг шерсти с овцы составлял 3-3,1 килограмма. По национальности — даргинец.
Избирался депутатом Верховного Совета Дагестанской АССР.
С 2000 г. на пенсии.

## Награды и звания
Герой Социалистического Труда (1971). Награждён медалью «За трудовую доблесть» (1966). Заслуженный животновод Дагестана (1968).